# Ngày thống nhất nước Đức
Ngày thống nhất nước Đức (tiếng Đức: Tag der Deutschen Einheit) là ngày lễ ở Đức, ăn mừng vào ngày 3 tháng 10 như là một ngày lễ công cộng. Nó kỷ niệm ngày tái thống nhất nước Đức năm 1990, khi mục đích để thống nhất nước Đức bắt nguồn từ giữa thế kỷ 19, lại được hình thành một lần nữa. Vì thế, cái tên đúng nghĩa của nó không phải là tái liên minh hay liên minh, mà là sự thống nhất của nước Đức. Ngày thống nhất nước Đức 3 tháng 10 đã là ngày lễ toàn quốc từ năm 1990, khi sự tái thống nhất chính thức hoàn tất. Từ đó Brandenburg, Mecklenburg-Vorpommern, Sachsen, Sachsen-Anhalt, và Thüringen (trước đó là thuộc lãnh thổ của Cộng hòa Dân chủ Đức) cũng như toàn thể Berlin trở thành những bang mới của Cộng hòa Liên bang Đức.

## Tổng quát
Đã có những đề nghị là nên lấy ngày Bức tường Berlin sụp đổ vào năm 1989, ngày 9 tháng 11, làm ngày lễ quốc gia. Tuy nhiên nó lại trùng với ngày khủng bố người Do Thái năm 1938 nên được cho là không thích hợp. Điều 2 của hiệp ước thống nhất đã chọn ngày 3 tháng 10 là ngày thống nhất nước Đức cũng như là ngày lễ. Nó là ngày lễ duy nhất theo luật liên bang. Các ngày lễ khác các bang có toàn quyền quyết định.